# Xabier Galdeano Arana
Xabier Galdeano Arana (Bilbao, 15 de juny de 1934 - Donibane Lohitzune, 30 de març de 1985) va ser un periodista basc, fundador i membre del consell d'administració del diari Egin. Integrants del GAL, esquadró de la mort espanyol, el van matar a trets a prop de casa seva, quan estava a punt d'enviar al diari un reportatge amb fotografies d'una manifestació de protesta per un atemptat comès pels GAL.

## Trajectòria

### Orígens
Galdeano va néixer a Bilbao en el bressol d'una família nacionalista basca. De petit, la seva família va viure molt de temps a l'exili al País Basc del Nord. Tornat a Bilbao, va estudiar Ciències econòmiques i va començar a treballar en una empresa familiar. L'any 1961 es va casar amb una veïna de la localitat d'Algorta, Maibe o Maribel Prieto, i van tenir dues filles: Carmen i Bego. Va treballar a Algorta per crear i dirigir l'ikastola San Nicolás. En aquell ambient, l'any 1968, un militant d'Euskadi Ta Askatasuna (ETA) va ser traslladat a casa seva després de fugir de la policia. A partir d'aleshores, molts militants en clandestinitat s'hi van refugiar durant un temps.

### DiariEgin
L'any 1976 es va veure immers en el desenvolupament del projecte del diari Egin. El 29 de setembre de 1977 es va publicar el diari i va ser nomenat representant comercial a Biscaia, motiu pel qual va deixar el negoci familiar i es va submergir completament en la tasca del diari. El desembre de 1978, la rivalitat de control ideològic del periòdic va esclatar enmig d'una greu crisi econòmica. Els treballadors van fer vaga i, davant d'aquesta situació, es va traslladar a viure a Hernani. Des d'allà van organitzar la recaptació de fons necessària per a tirar endavant el diari. En paraules de Xabier Irigoien, en aquell moment sotsdirector del diari, «Galdeano va passar de ser el cap d'una empresa a ser militant d'Egin».

### Detencions i exili
El 26 de maig de 1979, després de tornar a casa, es va trobar envoltat per la policia i detingut com a presumpte col·laborador d'ETA Militar. Després de passar deu dies detingut en dependències policíaques va ser traslladat a la presó de Basauri. Va quedar en llibertat condicional i, en el judici, l'Audiència Nacional el va condemnar a un any de presó pel càrrec de col·laboració. Després de l'homenatge a Joxe Arregi, militant d'ETA assassinat per tortures en dependències de la Policia espanyola, va tornar a ser detingut juntament amb la seva muller Maribel Prieto. Tot i que a ell se'l va posar en llibertat l'endemà, Prieto va passar diversos mesos a la presó de Yeserías, a Madrid.
El gener de 1982, poc després de l'alliberament de la seva muller, va ser detingut a casa seva per la Guàrdia Civil espanyola i va passar tres dies a la comissaria de La Salve, a Bilbao. L'estiu d'aquell any va decidir abandonar la residència de Guetxo i marxar a viure al País Basc del Nord, després de sortir de comissaria destruït i sense esma per a poder continuar. Des de la nova residència, va treballar com a periodista i va organitzar la territorial d'Egin al País Basc del Nord des de Donibane Lohizune.

### Assassinat
A les 19 hores del 30 de març de 1985 va ser assassinat al barri d'Urdazuri de Donibane Lohizune, situat a la regió de Lapurdi, quan va rebre divers trets d'arma de foc. Aquell dia havia assistit a Baiona a una manifestació de protesta pels atemptats dels GAL, després que el dia abans hagués fet explotar el Café des Pyrénées. Tot i que l'acció armada tenia per objectiu assassinar el militant d'ETA Militar Kepa Pikabea, aquest va resultar ferit. En canvi, va provocar la mort de Benoit Pescasteings, un estudiant de 21 anys aliè al conflicte basc-espanyol. Després de fer fotos de la manifestació, va demanar a la seva filla Carmen que el fotografiés mig en broma. Més tard va ser assassinat a trets de camí cap a casa. Les filles Carmen i Bego van sentir els trets des de casa i quan van sortir van trobar el seu pare amarat de sang.
L'assassinat de Xabier Galdeano va ser assumit pels esquadrons de la mort espanyols, anomenats Grups Antiterroristes d'Alliberament (GAL). Per aquests fets, els mercenaris Jacky Pinard, Alain Parmentier, Bernard Foucher i Guy Cantavenera van ser detinguts. El 31 de març de 1989, l'Audiència de París va condemnar a 20 anys de presó a Pinard i a Parmentier com a autors a materials i a Foucher com a col·laborador necessari, mentre que Cantavena com a presumpte inductor va ser absolt. Cantavena se l'havia acusat d'haver estat contractat a Marbella per l'antic pied-noir Eduardo Mari Chica («Doudou»), que actuava a les ordres del criminal Carlos Gastón, també anomenat Charles Gaston («Karl»), confident de la policia i col·laborador del policia Ricardo Ruiz Coll. Ruiz Coll havia estat el cap de la policia de José Amedo a la comissaria de Bilbao abans de traslladar-se a Màlaga.